# Поет Лили Иванова
„Поет Лили Иванова“ е студиен албум на певицата Лили Иванова, издаден на дългосвиреща грамофонна плоча (каталожен номер: Д 22975 – 6) от „Мелодия“ (СССР) през 1968 г. На обложката е изписано „Лили Иванова“, но за заглавие на албума в официалния сайт на певицата е посочено името на първата песен от плочата, тъй като нерядко плочите от въпросния период не съдържат недвусмислено заглавие на албум, а само име на изпълнител. Хитови песни от албума са „Море на младостта“, „Без радио не мога“ и „Бенк – бенк“.
На гърба на обложката е изписана информация за песните и певицата.